# Mercado cambiario
El mercado cambiario o mercado de divisas, también conocido como Forex (apócope del inglés Foreign Exchange, «divisa extranjera») es aquel en el que se da el intercambio de divisas. Es considerado el mayor mercado financiero del mundo. El tipo de cambio representa una variable macroeconómica fundamental para cualquier economía, por lo que también lo es el mercado cambiario
Las cotizaciones están dadas por los tipos de cambio de las divisas en cuestión, informan sobre el precio al cual se debe de comprar o vender una divisa, el comportamiento del mercado cambiario y la posición que desea tener el operador de la mesa de cambios. Las cotizaciones se fijan, en términos generales, por la relación de oferta y demanda. Las tasas de cambio de una divisa en términos de otra permiten facilitar los intercambios comerciales. 
Por lo general, los bancos centrales juegan un papel fundamental en el mercado cambiario, ya que lo vigilan y lo regulan con el fin de evitar que este afecte a la economía como un todo. Mucho de lo que ocurre en el mercado cambiario es reflejo de la intervención del banco central y de las modalidades de tipos de cambio que se establezcan
En los casos en los que se restringen mucho las libertades en los mercados cambiarios, suelen surgir mercados (cambiarios) paralelos que buscan satisfacer las necesidades de los agentes económicos que no están satisfechos con las restricciones para el intercambio de divisas.

## Funcionamiento del mercado cambiario
El mercado cambiario permite realizar la compra o venta de divisas. Su manera de operar difiere de entre otros mercados financieros como lo son el mercado accionario o el mercado de bonos, ya que no necesita un lugar estable, una computadora o teléfonos. 
El precio al que se adquieren las divisas se conoce como tipo de cambio, el cual es determinado por la oferta y demanda de divisas. El mercado cambiario está disponible prácticamente las 24 horas del día debido a que siempre habrá alguna persona en alguna parte del mundo que tenga la necesidad de cambiar su moneda por otra.
```
Participantes en el mercado cambiario
```

Cualquiera que intercambie una moneda de un país por la de otro, es considerado participante del mercado cambiario. 
Existen tres principales participantes: Bancos comerciales, bancos centrales y empresas no financieras. 

Bancos comerciales:
Los bancos comerciales son intermediarios que permiten al cliente comprar o vender divisas. Estos bancos mantienen inventarios de divisas de acuerdo a sus necesidades y sus inventarios cambian debido a las operaciones diarias.
La participación de los bancos comerciales en los mercados cambiarios se debe principalmente: 
1. Desean proporcionar el mejor servicio a sus clientes
2. Quieren administrar su posición en cada una de las monedas que mantienen en el inventario
3. Buscan un beneficio económico

Bancos centrales:
Los bancos centrales son los responsables de la emisión de la moneda local y de la administración y control de la oferta monetaria. Son los responsables de mantener el valor de la moneda doméstica con respecto a las monedas extranjeras.
El banco central, a través de políticas fiscales o monetarias, puede intervenir en el mercado cambiario para balancearlo. Si una nación incrementa el gasto público o disminuye el nivel de tasas de interés provocará la existencia de una mayor oferta monetaria lo que ocasionaría una caída en el valor de la moneda local. 

Empresas no financieras:
Las empresas no financieras son el usuario final del mercado cambiario, son quienes, como consecuencia de sus operaciones comerciales y financieras, acuden al mercado cambiario para comprar o vender divisas. Un ejemplo de esto son las empresas que invierten en países extranjeros, empresas que se endeudan en moneda extranjera y las empresas que exportan y reciben ganancias en otras divisas.